# Евер Паласиос
Евер Паласиос е колумбийски футболист.

## Национален отбор
Записал е и 10 мача за националния отбор на Колумбия.
| Колумбия | Колумбия | Колумбия |
| Година   | Мачове   | Голове   |
| -------- | -------- | -------- |
| 1997     | 3        | 1        |
| 1998     | 7        | 0        |
| Общо     | 10       | 1        |